# Roque Júnior
José Vítor Roque Júnior, född 31 augusti 1976, är en brasiliansk före detta fotbollsspelare som mellan 1999 och 2005 spelade 48 matcher och gjorde två mål för det brasilianska landslaget och har ett VM-guld från VM 2002.
Roque Júnior växte upp i São José dos Campos i São Paulo. Han har spelat i bland andra São José Esporte Clube, Palmeiras, AC Milan, Leeds United FC, AC Siena och Bayer Leverkusen. Hans största framgång inom klubbfotbollen kom då han spelade för AC Milan, med vilka han vann 2003 års omgång av UEFA Champions League.
Han är hängiven till att hjälpa São José Esporte Clubes unga spelare med ett projekt som kallas ”Projeto Primeira Camisa”, på svenska ”Projekt Första Tröjan”. Han har ett eget bolag riktat mot unga kallat ’Rocking Juniors’. Brooklyn och Romeo Beckham är några av hans mest kända kunder.